# Septa marerubrum
Septa marerubrum là một loài ốc biển săn mồi, là động vật thân mềm chân bụng sống ở biển trong họ Ranellidae, họ ốc tù và.

## Miêu tả
Loài này có kích thước giữa 30 mm và 50 mm

## Phân bố
Loài này phân bố ở Biển Đỏ và ở Ấn Độ Dương